# Savannah (kattras)
Savannah är en hybridkattras, skapad av en korsning mellan serval och tamkatt. Den första kända savannahkatten föddes 1986, när en tamkatt (hona) födde en kattunge fallen efter en afrikansk serval. Denna F1 (första generationen efter serval)  ovanliga kattunge hade drag av både tamkatt och serval. Både kattungen och rasen fick namnet "Savannah". Patrick Kelly hörde talas om den nya katthybriden och beslöt att han ville försöka utveckla en ny ras. Han övertalade en uppfödare, Joyce Sroufe, att tillsammans med honom försöka avla fram en ny kattras. Tillsammans skrev de den ursprungliga TICA Breed Standard. TICA accepterade Savannah för registrering så sent som 2001. Savannahn tilläts slutligen att kunna tävla och nå championship-status inom TICA år 2012. Rasen är ännu (2015) inte godkänd av Sverak.

## Utseende
Savannah anses vara en av de största kattraserna. Det är en lång, slank katt med distinkta mörka fläckar. Den är till utseendet väldigt lik den afrikanska servalen, men är mindre till växten. Den har stora, höga öron som är något inställda och enligt rasstandarden placerade ovanpå huvudet. Detta och andra särdrag ger den ett exotiskt utseende helt olikt de flesta andra raser. Kroppen på en Savannah är mycket lång och benen likaså, bakbenen som regel dessutom något högre än frambenen. Detta bidrar till att skapa en falsk bild av en mycket stor eller tung katt, men i verkligheten har de flesta Savannahs bara storleken hos en ovanligt stor tamkatt, och väger som regel mindre än en katt av liknande storlek. Den har också en mycket lång hals och en relativt kort, tjock svans. Savannahs förekommer i ett flertal färgvariationer, den allra vanligaste och mest eftersökta är Brown Spotted Tabby (BST). Det finns också Silver Spotted Tabby (SST), Black (Melanistic), med icke synliga teckningar, samt Smoke. Smoke-färgade Savannahs är svarta liksom melanistic, men har vit underpäls som gör att deras teckning är synlig på ett annat sätt än hos de svarta. Dessa är färger godkända av Tica, men det förekommer även andra, oönskade variationer som t.ex. marble.

## Temperament
Den är en mycket nyfiken och synnerligen bestämd katt som söker nya äventyr vid varje givet tillfälle. Den är oftast mycket aktiv och behöver en hel del daglig stimulans, antingen med sin mänskliga familj eller med ett annat husdjur. Den är också en mycket lojal katt som binder starkt med sin mänskliga familj. Den kommer att visa tillgivenhet på sina egna villkor, ofta genom att hälsa familjemedlemmar redan vid ytterdörren, följa efter dem runt huset och stångas och ge små kärleksbett tills den känner att kärleken är besvarad. Den kan ganska enkelt tränas att gå i koppel med sele, gå på toaletten och de allra flesta älskar dessutom lekar som innebär att hämta saker.

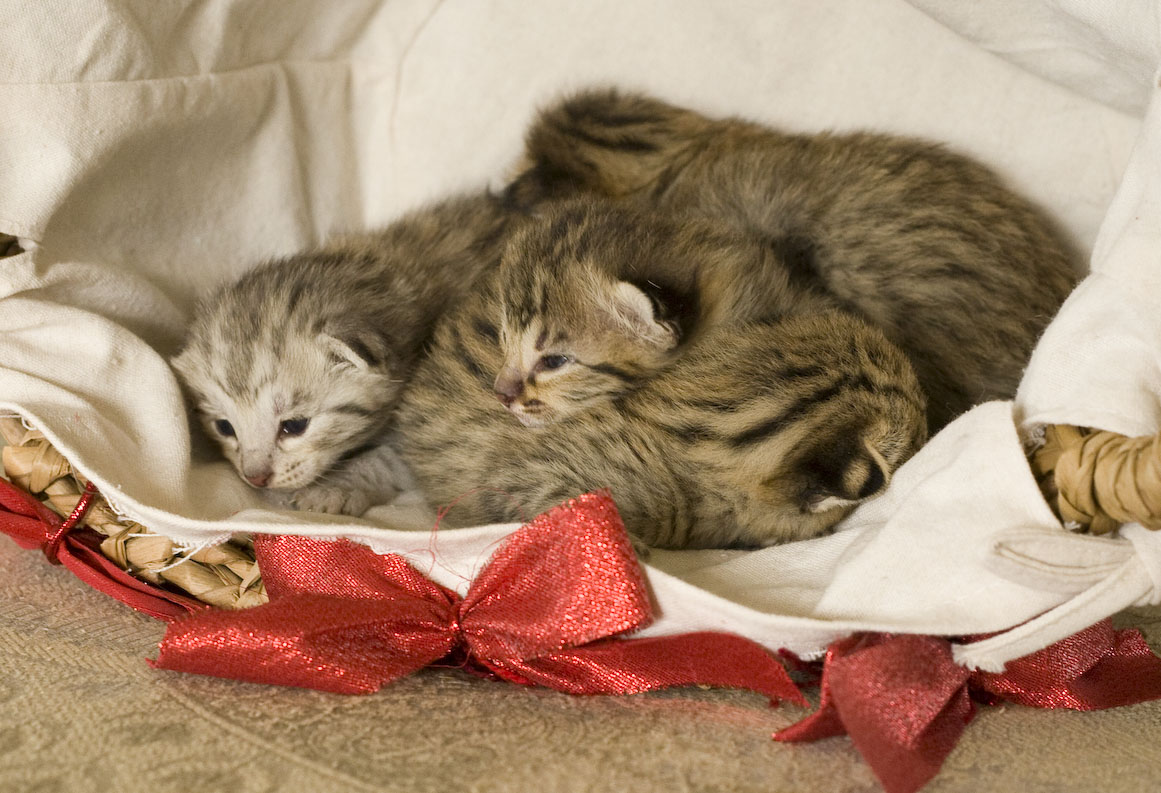
F2 "B" Savannah en vecka gamla ungar